# Oberdiessbach
Oberdiessbach (hist. Diessbach, Diessbach bei Thun) – gmina (niem. Einwohnergemeinde) w Szwajcarii, w kantonie Berno, w regionie administracyjnym Bern-Mittelland, w okręgu Bern-Mittelland. 1 stycznia 2010 do gminy przyłączono gminę Aeschlen bei Oberdiessbach, a 1 stycznia 2014 gminę Bleiken bei Oberdiessbach.

## Demografia
W Oberdiessbach mieszkają 3572 osoby. W 2020 roku 8,5% populacji gminy stanowiły osoby urodzone poza Szwajcarią.

## Transport
Przez teren gminy przebiega droga główna nr 229.